# Boss Fight Entertainment
Boss Fight Entertainment — американська компанія з розробки відеоігор, розташована в Аллені, штат Техас, з другою студією, розташованою в Остіні, штат Техас. Boss Fight була створена колишніми співробітниками Zynga Dallas і Ensemble Studios у червні 2013 року.

## Історія
Boss Fight Entertainment була заснована Девідом Ріппі, Скоттом Вінсеттом та Біллом Джексоном після закриття компанії Zynga Dallas у червні 2013 року.
У вересні 2014 року Boss Fight оголосили, що працюють над грою під назвою Dungeon Boss. Big Fish Games було оголошено видавцем Dungeon Boss у березні 2014 року.
У травні 2015 року колишній директор Amazon Game Studios Дейв Люман приєднався до Boss Fight Entertainment як віце-президент з виробництва. У липні 2015 року Boss Fight відкрив офіс в Остіні, штат Техас .
У березні 2022 року студія була придбана компанією Netflix в рамках проекту Netflix по створенню відеоігор.

## Ігри
| Дата випуску        | Назва         | Платформа(и) | Жанр                   |
| ------------------- | ------------- | ------------ | ---------------------- |
| 15 березня 2021 р   | myVEGAS Bingo | iOS Android  | Соціальне казино/Бінго |
| 7 вересня 2015 року | Dungeon Boss  | iOS Android  | Колекційна RPG         |

## Офіс

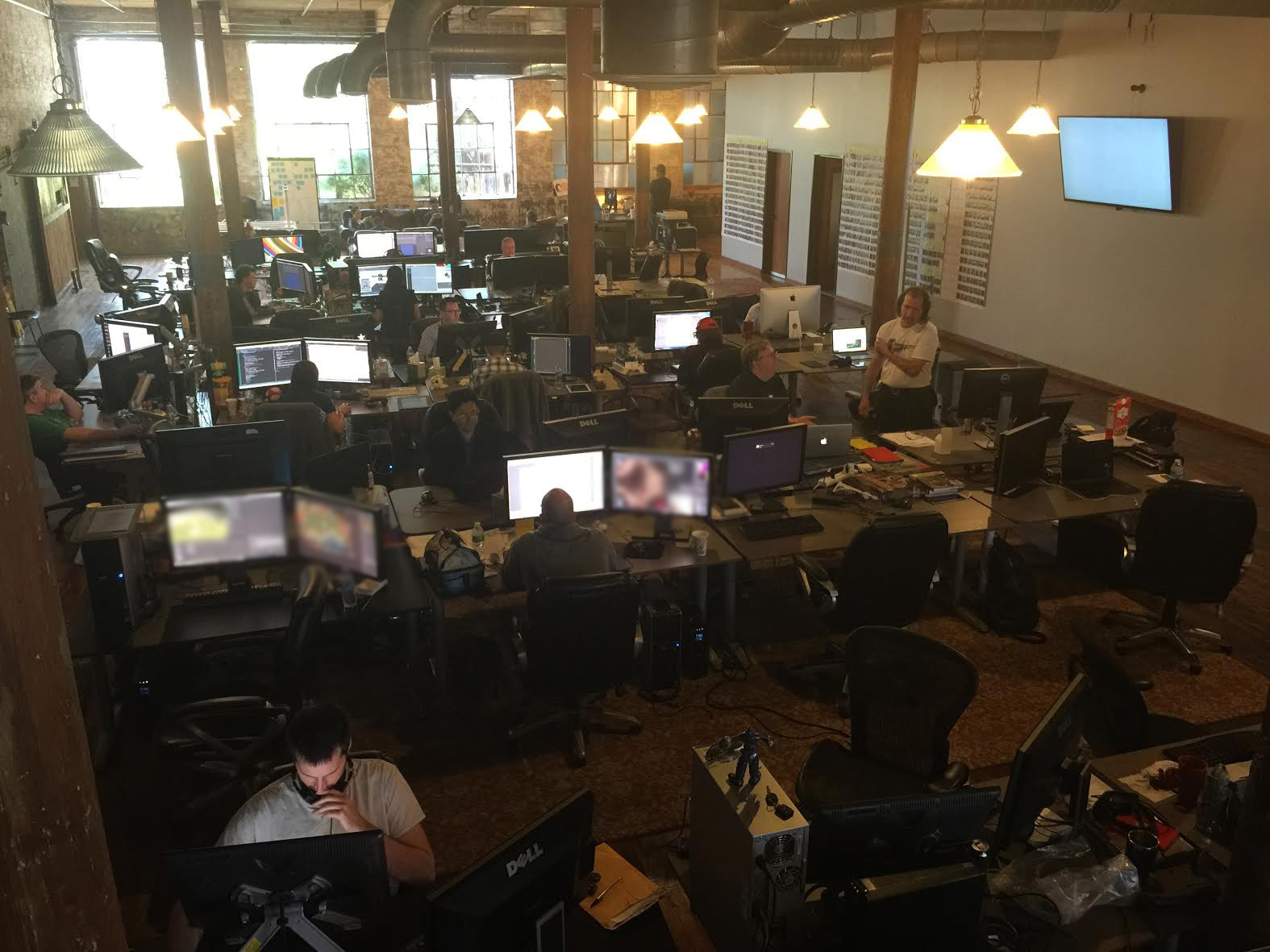
Офіси Boss Fight на Cotton Mill у Мак- Кінні, Техас

Офіс Boss Fight в МакКінні спочатку розташовувався на нещодавно відремонтованій бавовняній фабриці, яка внесена до Національного реєстру історичних пам'яток округу Коллін, штат Техас. Нова штаб-квартира розташована в місті Аллен, на північ від торгового району Уоттерс.
Остінський офіс Boss Fight розташований у північно-західній частині Остіна, у районі, відомому як коридор високих технологій.

## Зовнішні посилання
- Dungeon Boss
- YouTube: трейлер Dungeon Boss
- Веб-сайт Boss Fight Entertainment